# Maureen Johnson
Maureen Johnson, född 16 februari 1973, är en amerikansk ungdomsförfattare från Philadelphia, Pennsylvania, USA.

## Bakgrund
Maureen Johnson har tagit examen från University of Delaware och innan dess studerade hon vid en katolsk flickskola som förberedde för high school. Under den korta perioden mellan hennes grund- och forskarutbildning arbetade Johnson i Philadelphia, London och New York. Hon arbetade som en litterär företagsledare i ett teatersällskap, en servitris på en temarestaurang, som sekreterare, som bartender i Piccadilly och tillfälligt som artist. Hon studerade både skriftlig och teatralisk dramaturgi vid Columbia University, där hon fick sin MFA (Master of Fine Arts) inom skrivning.

### Fristående romaner
- The Key to the Golden Firebird (2004)

- Systrar av guld (2004)
- The Bermudez Triangle (2006)
- Devilish (2006)
- Girl at Sea (2007)

### 13 Little Blue Envelopes
1. 13 Little Blue Envelopes (2005)
2. The Last Little Blue Envelope (2011)

### Suite Scarlett
1. Suite Scarlett (2008)
2. Scarlett Fever (2010)

### Shades of London
1. The Name of the Star (2011)
2. The Madness Underneath (2013)
3. The Shadow Cabinet (tba)

### Övriga böcker
- Let It Snow: Three Holiday Romances (2008) tillsammans med John Green och Lauren Myracle.
- Vacations From Hell (2009) tillsammans med Libba Bray, Cassandra Clare, Claudia Gray och Sarah Mlynowski.
- Zombies vs. Unicorns (2010) tillsammans med diverse författare.
- The Bane Chronicles (2013) tillsammans med Cassandra Clare och Sarah Rees Brennan.
- Tales from the Shadowhunter Academy (2015) tillsammans med  Cassandra Clare, Sarah Rees Brennan och Robin Wasserman